# Deutschland und die Deutschen

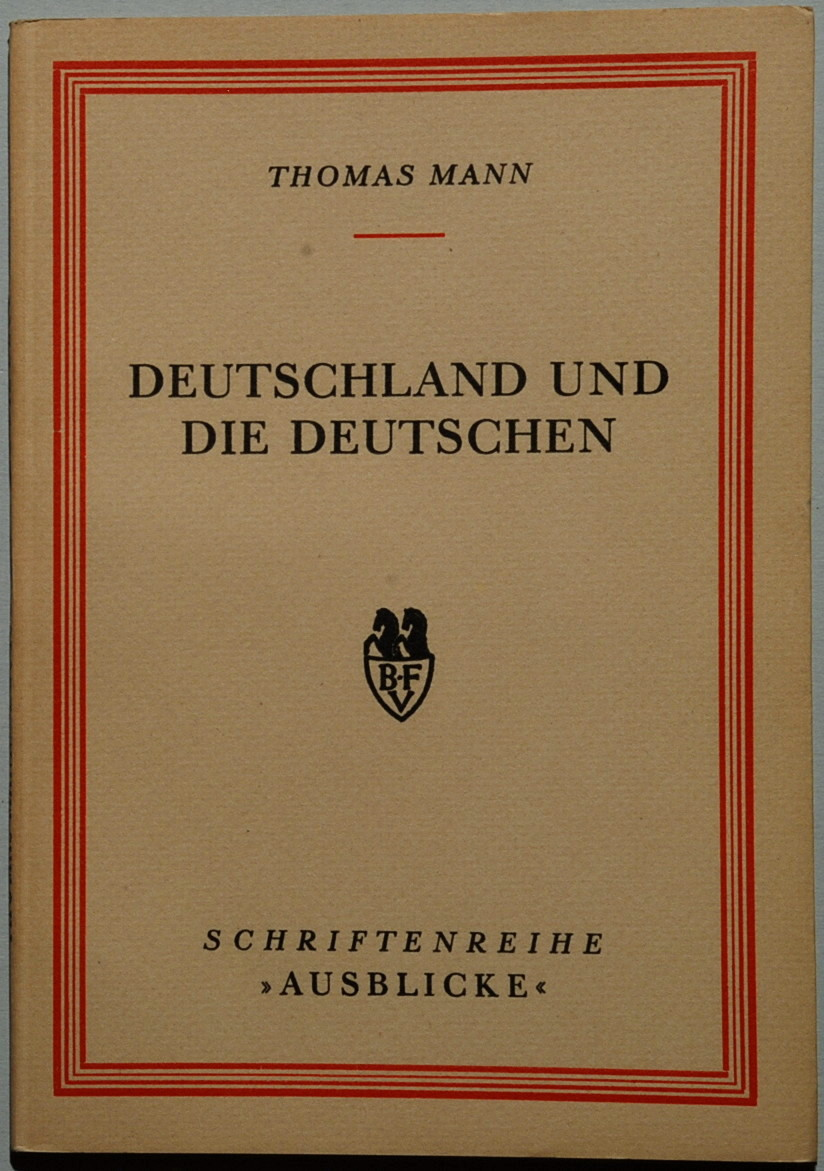
Original-Verlagsumschlag der Erstausgabe

Deutschland und die Deutschen ist eine Rede Thomas Manns, die er am 29. Mai 1945 in der Forschungsbibliothek des US-Kongresses, der Library of Congress, zunächst in englischer Sprache hielt. Die deutsche Fassung wurde im Oktober 1945 in der Zeitschrift Die neue Rundschau veröffentlicht. Wie bei den etwas später entstandenen Essays Nietzsches Philosophie im Lichte unserer Erfahrung und Dostojewski – mit Maßen handelt es sich bei dem Vortrag um eine essayistische Begleitarbeit zum umfangreichen Zeitroman Doktor Faustus.
Einige Wochen nach der deutschen Kapitulation und vor dem Hintergrund der Auswirkungen des Zweiten Weltkrieges bewertete Thomas Mann die politische und geistesgeschichtliche Stellung Deutschlands. Er befasste sich mit der deutschen Innerlichkeit und Romantik, in denen er Eigenarten des deutschen Wesens erblickte, und suchte nach seelischen Konstanten, die sowohl die Bedeutung der deutschen Kultur wie die verhängnisvolle, schuldhafte Verstrickung in den Nationalsozialismus begreifbar machen sollten. Der Nationalsozialismus erscheint dabei als Teil der Geschichte der deutschen Innerlichkeit, die sich in der Reformation und der romantischen Bewegung gezeigt habe.

## Inhalt

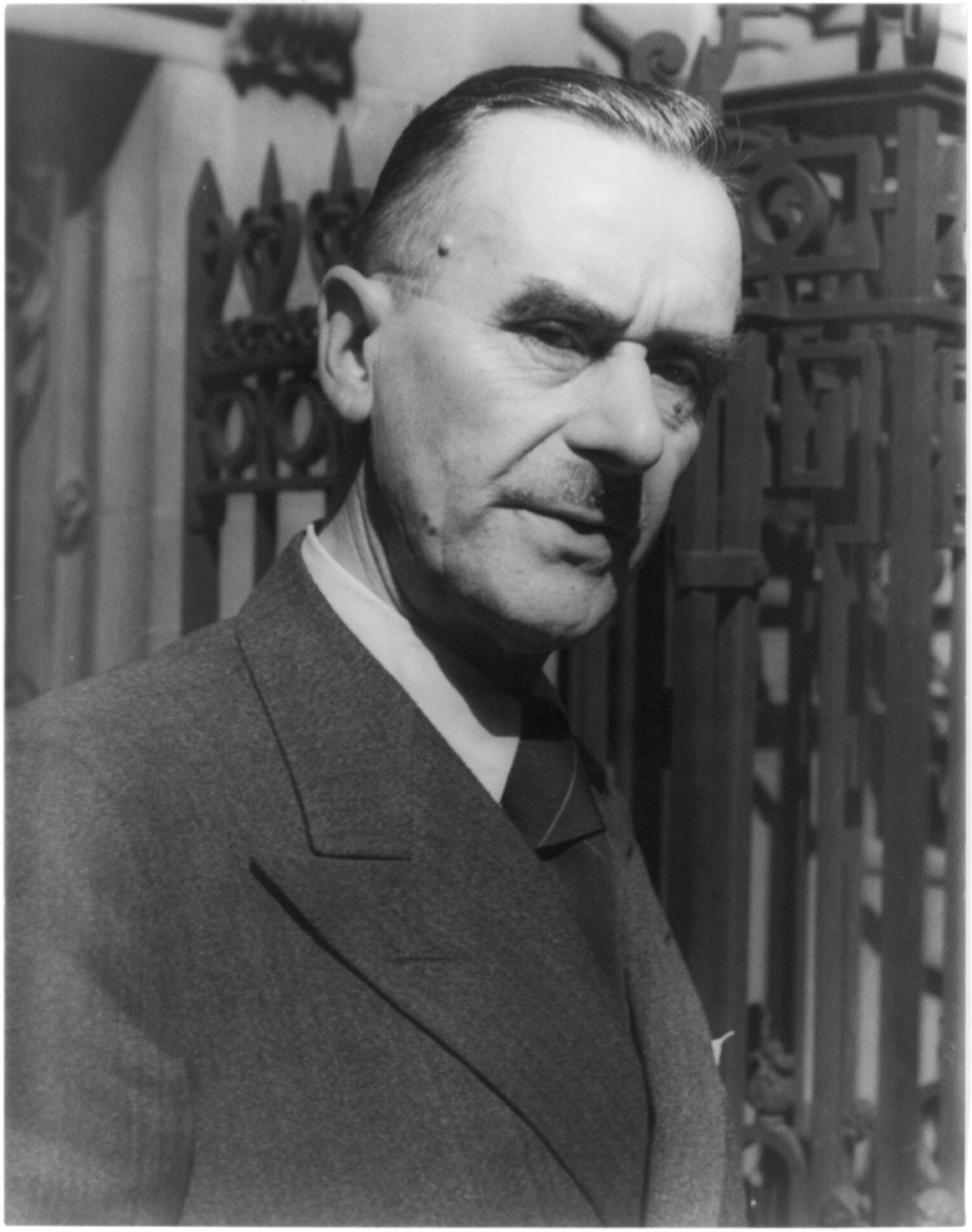
Thomas Mann, 1937

### Persönliche Einleitung
Thomas Mann eröffnet die Rede mit persönlichen Anmerkungen über seine US-amerikanische Staatsbürgerschaft und sein erstaunliches, „patriarchalisches“ Alter. Das Leben sei aus dem Stoff, „aus dem die Träume gemacht sind“, womit er auf die Worte Prosperos aus Shakespeares Drama Der Sturm anspielt. Er zitiert eine Stelle aus dem Tod in Venedig: Es sei wünschenswert, lange zu leben, um als Künstler „auf allen Lebensstufen charakteristisch fruchtbar zu sein.“ In der Novelle wünscht Gustav von Aschenbach „sehnlichst, alt zu werden, denn er hatte von jeher dafür gehalten, dass wahrhaft groß, umfassend, ja wahrhaft ehrenwert nur das Künstlertum zu nennen sei, dem es beschieden war, auf allen Stufen des Menschlichen charakteristisch fruchtbar zu sein.“

### Ein waghalsiges Unternehmen
Es sei zwar ein „waghalsiges Unternehmen“, über Deutschland und die Deutschen zu sprechen, das Thema sei aber unvermeidbar und dränge sich auf, denn kaum ein Gespräch sei denkbar, das nicht auf das „deutsche Problem, das Rätsel im Charakter und Schicksal dieses Volkes verfiele, welches der Welt unleugbar so viel Schönes und Großes gegeben hat und ihr dabei immer wieder auf so verhängnisvolle Weise zur Last gefallen ist.“ Das Schicksal Deutschlands und die geschichtliche Katastrophe erzwinge ein Interesse, auch wenn dieses sich des Mitleids weigere. Es wäre für einen deutsch Geborenen unangemessen, Mitleid erregen zu wollen und das Land zu verteidigen. Auf der anderen Seite stehe es ihm ebenfalls schlecht zu Gesicht, aus „Willfährigkeit gegen den unermesslichen Hass, den sein Volk zu erregen gewusst hat, es zu verfluchen und zu verdammen und sich selbst als das ‚gute Deutschland‘ zu empfehlen.“ Wenn man als Deutscher geboren sei, habe man mit deutschem Schicksal und deutscher Schuld zu tun. Allerdings seien Wahrheiten, die man über das eigene Volk zu sagen versuche, nur „das Produkt der Selbstprüfung“.
Thomas Mann vertieft sich in die deutsche Seelenlage und versucht, die psychische Empfänglichkeit des Deutschtums zu ermitteln und am Beispiel des mit dem Teufel paktierenden Faust, des Repräsentanten der deutschen Seele, die Gefahr der deutschen Tiefe beispielhaft herauszuarbeiten. Hierbei treten die deutsche Innerlichkeit und die deutsche Romantik ins Zentrum einer von Nietzsches Psychologie und Begrifflichkeit ausgehenden Analyse. Die Vielschichtigkeit der deutschen Seelenlage wird mit Hilfe urdeutscher Persönlichkeiten wie Martin Luther und Tilman Riemenschneider, Johann Wolfgang von Goethe und Otto von Bismarck veranschaulicht.

### Deutsche Weltbedürftigkeit

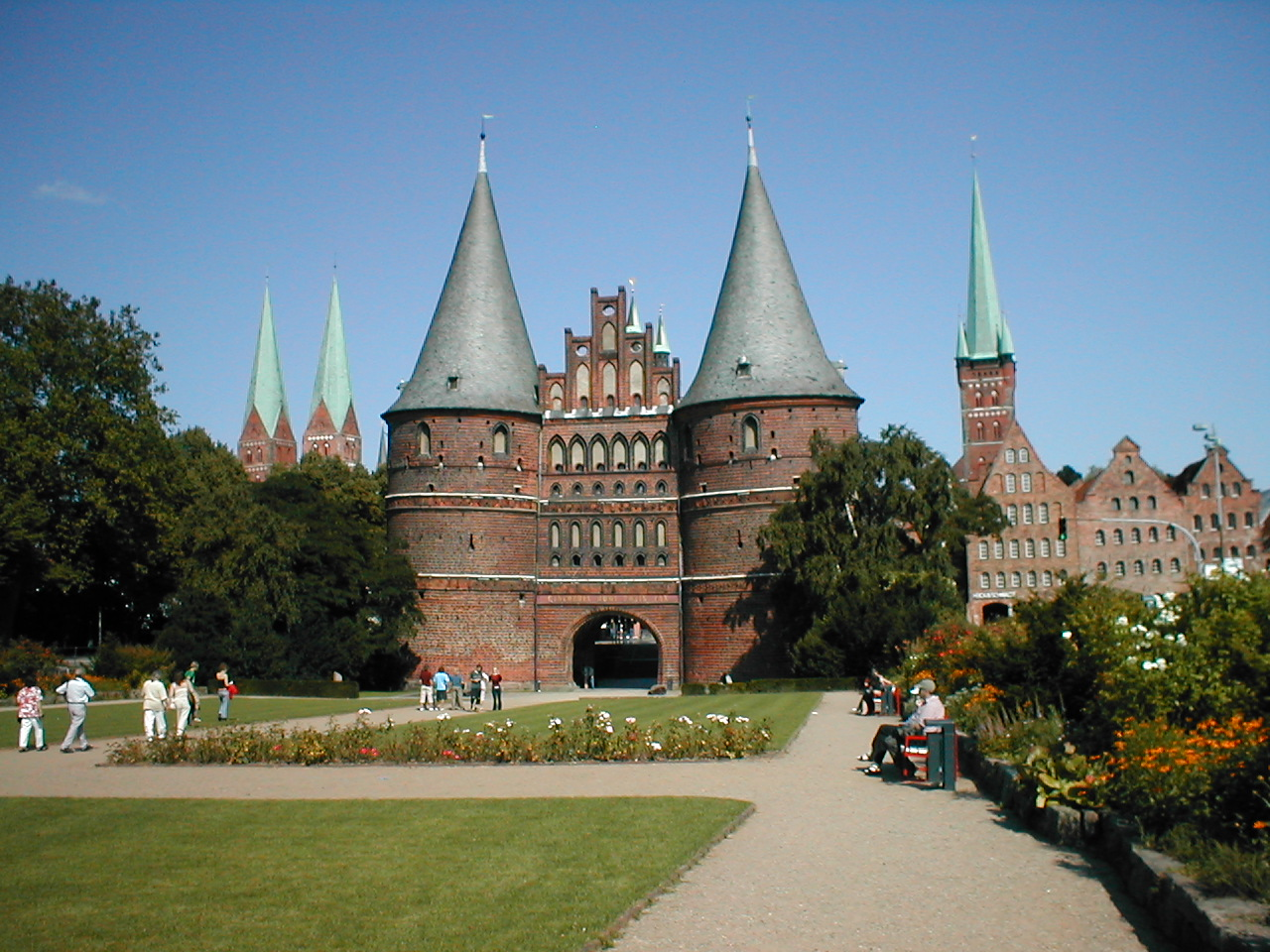
Lübeck

Im deutschen Wesen vereinigen sich nach Thomas Mann Weltbedürftigkeit und Weltscheu, Kosmopolitismus und Provinzialismus, eine Erfahrung, die er schon früh gemacht hatte: So wirke die Schweiz im Vergleich zu Deutschland weniger provinziell, sei von westlicher Luft durchweht und „weit mehr ‚Welt‘, europäisches Parkett, als der politische Koloss im Norden, wo das Wort ‚international‘ längst schon zum Schimpfwort geworden war und ein dünkelmütiger Provinzialismus die Atmosphäre verdorben und stockig gemacht hatte.“
Thomas Mann beklagt die „modern-nationalistische Form deutscher Weltfremdheit, deutscher Unweltlichkeit, eines tiefsinnigen Weltungeschicks, die in früheren Zeiten zusammen mit einer Art von spießbürgerlichem Universalismus, einem Kosmopolitismus in der Nachtmütze sozusagen, das deutsche Seelenbild abgegeben hatte.“
Dem deutschen Seelenbild hafte etwas Dämonisches, „Skurril-Spukhaftes“ an, das zu empfinden ihm seine persönliche Herkunft erleichtert habe. Schon in der Atmosphäre der Heimatstadt Lübeck, die zwar protestantisch, mit ihren verwinkelten Gassen, dem spitz getürmten Stadtbild, der Totentanz-Malerei der Marienkirche allerdings vom gotischen Mittelalter geprägt sei, spüre man „etwas von latenter seelischer Epidemie“, was seltsam sei bei einer „verständig-nüchternen modernen Handelsstadt.“ Man könne sich vorstellen, plötzlich einer „Kinderzug-Bewegung“, einem Sankt Veitstanz, einer Kreuzwunder-Exzitation mit „mystischem Herumziehen des Volkes“ zu begegnen. Thomas Mann verbindet diesen „altertümlich-neurotischen Untergrund“, der äußerlich von kauzigen Originalen, den „Sonderlinge(n)“ und „harmlos Halb-Geisteskranke(n)“, dem „alte(n) Weib mit Triefaugen und Krückstock“ geprägt war, mit einem typischen Grundzug des deutschen Gemüts und suggeriert dessen Verbindung mit dem Dämonischen.

### Faust und deutsche Musik

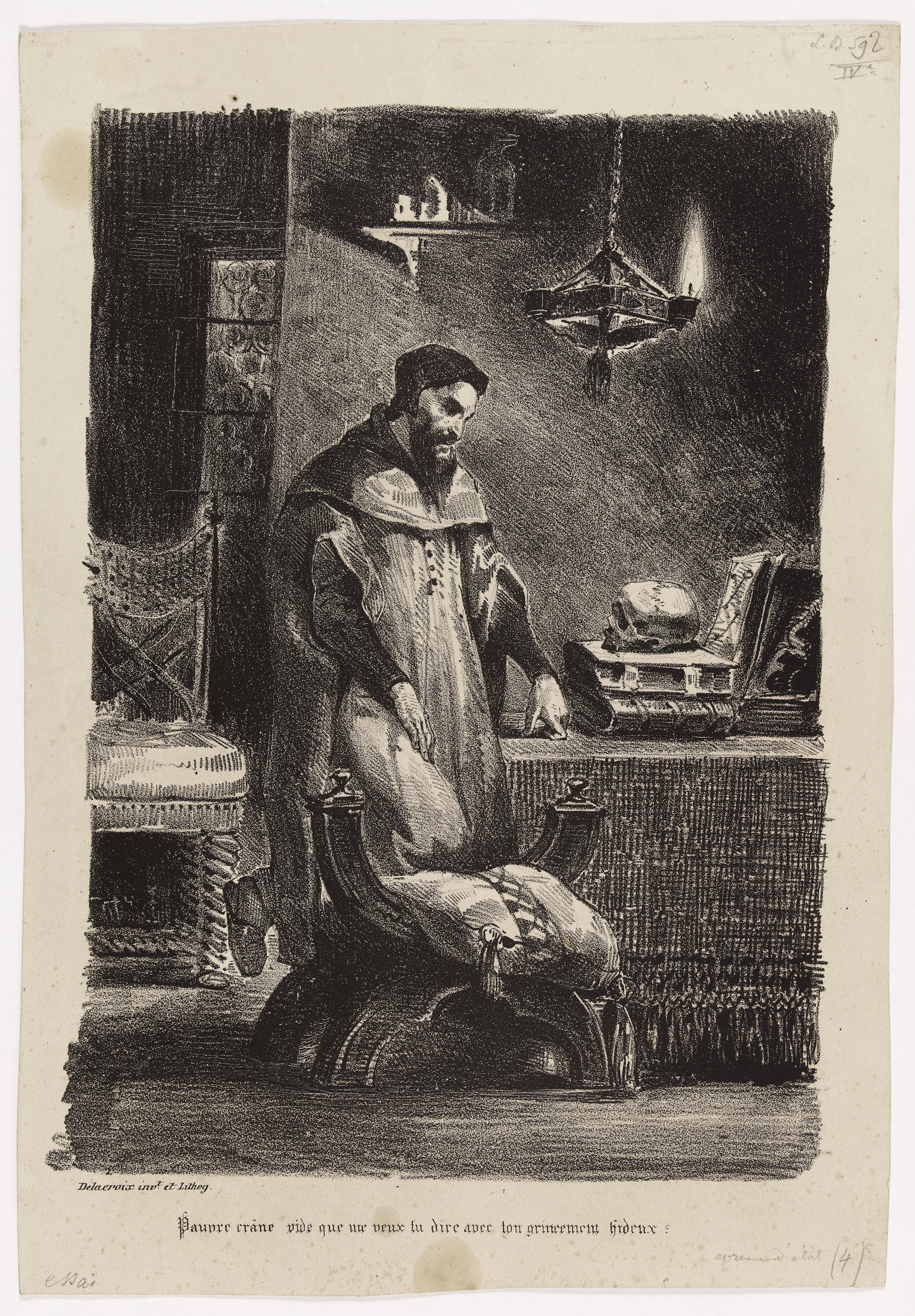
Faust in seinem Studierzimmer

Faust, der Held des größten deutschen Werkes, sei ein Mensch zwischen Mittelalter und Humanismus, der seine Seele aus vermessenem Erkenntnistrieb an den Teufel verkaufe. „Wo der Hochmut des Intellekts sich mit seelischer Altertümlichkeit und Gebundenheit gattet, da ist der Teufel.“ Dieser Teufel erscheint bei Mann als typisch deutsche Figur, „das Bündnis mit ihm, die Teufelsverschreibung, um unter Drangabe des Seelenheils für eine Frist alle Schätze und Macht der Welt zu gewinnen, als etwas dem deutschen Wesen eigentümlich Naheliegendes. Ein einsamer Denker und Forscher, ein Theolog und Philosoph in seiner Klause, der aus Verlangen nach Weltgenuß und Weltherrschaft seine Seele dem Teufel verschreibt, – ist es nicht ganz der rechte Augenblick, Deutschland in diesem Bilde zu sehen, heute, wo Deutschland buchstäblich der Teufel holt?“
Die Musik ist ein weiterer Schwerpunkt in der Betrachtung des Musikliebhabers Thomas Mann, der mehrfach – in Essays, vor allem aber in seinem Doktor Faustus – auf ihre Zweideutigkeit, ihren dämonischen Charakter, ihre seelischen Gefahren und Verführungskünste aufmerksam gemacht hatte. Die passionierteste, wirklichkeitsfernste Kunst sei die eigentliche Sphäre Fausts. Ohne sie sei er nicht wirklich zu verstehen. Schon der Christ Kierkegaard habe in seinem Aufsatz über Mozarts Don Giovanni auf ihre dämonische Seite aufmerksam gemacht. „Soll Faust der Repräsentant der deutschen Seele sein, so müsste er musikalisch sein, denn abstrakt und mystisch i. e. musikalisch, ist das Verhältnis des Deutschen zur Welt, […] ungeschickt und dabei von dem hochmütigen Bewusstsein bestimmt, der Welt an ‚Tiefe‘ überlegen zu sein.“ Die Tiefe bestehe in der Musikalität der deutschen Seele, der „Innerlichkeit“ – dem „Auseinanderfallen des spekulativen und des gesellschaftlich-politischen Elements menschlicher Energie …“ Die Deutschen seien dabei „Musiker der Vertikale, nicht der Horizontale, größere Meister der Harmonie […] als der Melodik, […] dem Spirituellen in der Musik weit mehr zugewandt als dem Gesanghaft-Volksbeglückenden. Sie haben dem Abendland […] seine tiefste, bedeutendste Musik gegeben.“

### Luther und Goethe

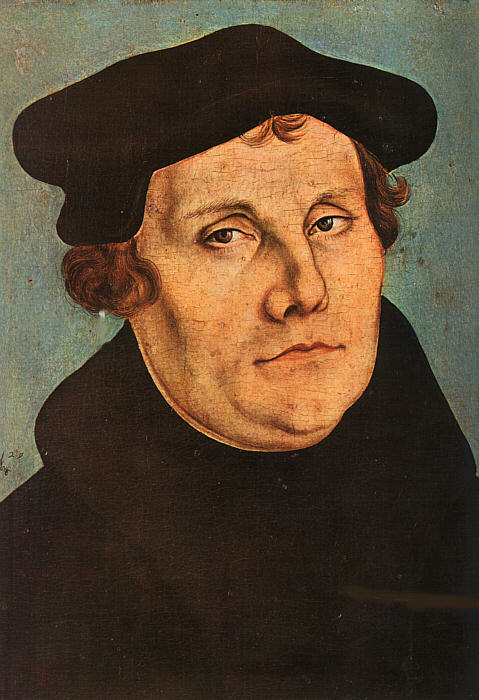
Martin Luther, Porträt von Lucas Cranach d. Ä., 1529

Thomas Mann zeichnet Martin Luther, die „Inkarnation deutschen Wesens“, als äußerst musikalisch. In seiner antirömischen, evangelischen Freiheit trete aber auch das „Cholerisch-Grobianische, das Schimpfen, Speien und Wüten“ hervor, das mit „zarter Gemütstiefe und dem Aberglauben an Dämonen, Incubi und Kielkröpfe“ verbunden sei. Thomas Mann hätte den Gegner Luthers, Papst Leo X., als Tischgast vorgezogen, den „freundlichen Humanisten“, den er als Kardinal Giovanni de’ Medici in dem Drama Fiorenza auftreten ließ und den Luther als „des Teufels Sau, der Babst“ beschimpft hatte.

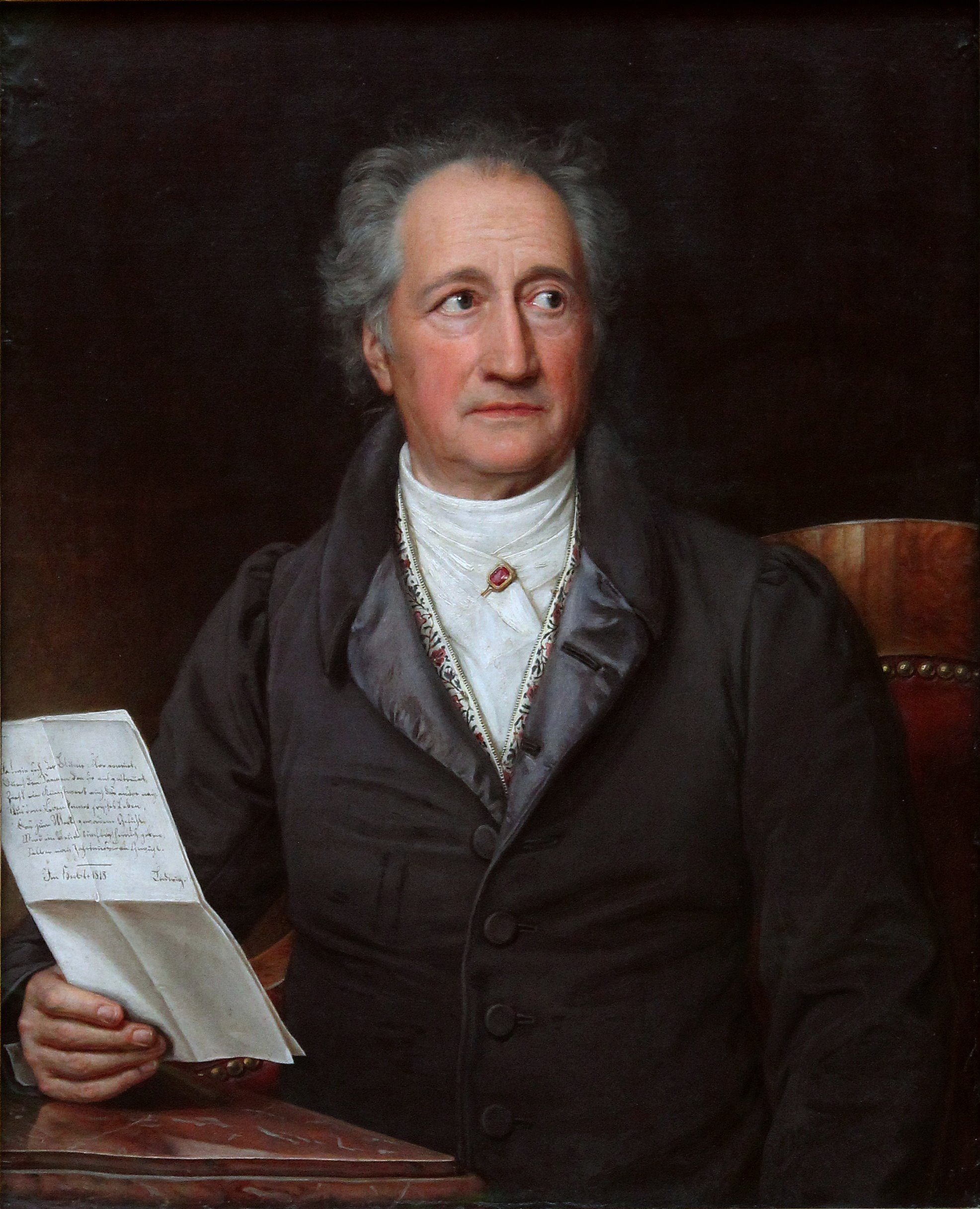
In Goethe ist der Gegensatz Luther-Erasmus aufgehoben

Der Gegensatz zwischen Luther und dem Humanisten Erasmus von Rotterdam, mit dem sich Thomas Mann seit längerer Zeit beschäftigt hatte, sei in Goethe versöhnend aufgehoben. „Goethe ist über diesen Gegensatz hinaus und versöhnt ihn. Er ist die gesittete Voll- und Volkskraft, urbane Dämonie. Geist und Blut auf einmal, nämlich Kunst … Mit ihm hat Deutschland in der menschlichen Kultur einen gewaltigen Schritt vorwärts getan – oder sollte ihn getan haben; denn in Wirklichkeit hat es sich immer näher zu Luther als zu Goethe gehalten.“
Luther sei eine befreiende und zugleich rückschlägige Kraft, ein „konservativer Revolutionär“. Durch seine kongeniale Bibelübersetzung habe er die deutsche Sprache dauerhaft geprägt, ja eigentlich geschaffen, die Sprache, die Goethe und Nietzsche vollendeten. Trotz seiner Bedeutung als Befreier aus scholastischen Fesseln, Erneuerer der Gewissensfreiheit und Förderer der europäischen Demokratie, trotz seiner Wichtigkeit für die Entwicklung der idealistischen Philosophie und Psychologie durch die pietistische Gewissensprüfung, habe er nichts von politischer Freiheit verstanden. Seine Freiheit war die innere, geistliche des Christenmenschen, während ihm die des Staatsbürgers zuwider war. Das zeige sich in seinem Verhältnis gegenüber dem Bauernaufstand, den er als „wüste Kompromittierung seines Werkes, der geistlichen Befreiung sah […]. Wie tolle Hunde hieß er die Bauern totschlagen und rief den Fürsten zu, jetzt könne man mit Schlachten und Würgen von Bauernvieh sich das Himmelreich erwerben […]. Für den traurigen Ausgang dieses ersten Versuchs einer deutschen Revolution […] trägt Luther, der deutsche Volksmann, ein gut Teil Verantwortung.“
Der von Thomas Mann mit großer Sympathie geschilderte Holzschnitzer und Bildhauer Tilman Riemenschneider ergriff Partei für die Sache der Bauern. Wegen seiner natürlichen Bescheidenheit und dem Wunsch, nur seiner Kunst zu dienen, sei die Politik ihm eigentlich fremd gewesen, und er habe nichts von einem Demagogen gehabt. Aus der „Sphäre rein geistiger und ästhetischer Kunstbürgerlichkeit“ zwang ihn sein Gewissen „zum Kämpfer zu werden für Freiheit und Recht.“ Auf seinen Einfluss hin verweigerte Würzburg den Fürsten die Gefolgschaft und zog nicht gegen die Bauern. Nach der Niederschlagung des Aufstands wurde er ins Gefängnis geworfen und gefoltert und konnte fortan als gebrochener Mann seinen Kunstberuf nicht mehr ausüben.
Die Innerlichkeit Deutschlands „hielt es ganz und gar mit dem Paulinischen ‚Sei untertan der Obrigkeit, die Gewalt über dich hat!‘“ Die „antipolitische Devotheit“ Luthers, „dies Produkt musikalisch-deutscher Innerlichkeit und Unweltlichkeit, hat nicht nur für die Jahrhunderte die unterwürfige Haltung der Deutschen vor den Fürsten und aller staatlichen Obrigkeit geprägt, sie hat nicht nur den deutschen Dualismus von kühnster Spekulation und politischer Unmündigkeit teils begünstigt und teils geschaffen. Sie ist vor allem repräsentativ auf eine monumentale und trotzige Weise für das kerndeutsche Auseinanderfallen von nationalem Impuls und dem Ideal politischer Freiheit.“

### Deutscher Freiheitsbegriff
Dass der in „Schanden verendende“ Nationalsozialismus sich des Namens einer Freiheitsbewegung bedienen konnte, deutet nach Thomas Mann auf eine unglückliche Konzeption des deutschen Freiheitsbegriffs, ein „psychologisches Gesetz“, das sich in der Geschichte immer wieder auf fatale Art gezeigt habe. Politisch verstandene Freiheit sei vor allem ein moralisch-innenpolitischer Begriff. Doch ein Volk, das innerlich nicht frei und verantwortlich sei, verdiene nicht die äußere Freiheit, könne nicht mitreden, auch wenn es die „klangvolle Vokabel“ gebrauche. Der Begriff habe sich in Deutschland nur auf das nach außen bezogene Recht bezogen, deutsch zu sein. „Ein vertrotzter Individualismus“ im Verhältnis zur Welt vertrug sich nach innen mit „einem befremdeten Maß von Unfreiheit, Unmündigkeit, dumpfer Untertänigkeit.“

Der Sturm auf die Bastille am 14. Juli 1789

Der Nationalsozialismus pervertierte diesen knechtischen Sinn und das Missverhältnis zur Vorstellung der „Weltversklavung durch ein Volk, das zuhause so unfrei war wie das deutsche“. Warum nun muss der deutsche Freiheitsdrang auf innere Unfreiheit und die Freiheit selbst hinauslaufen? Thomas Mann antwortet mit dem bekannten Geschichtsphänomen, „dass Deutschland nie eine Revolution gehabt und gelernt hat, den Begriff der Nation mit dem der Freiheit zu vereinigen.“

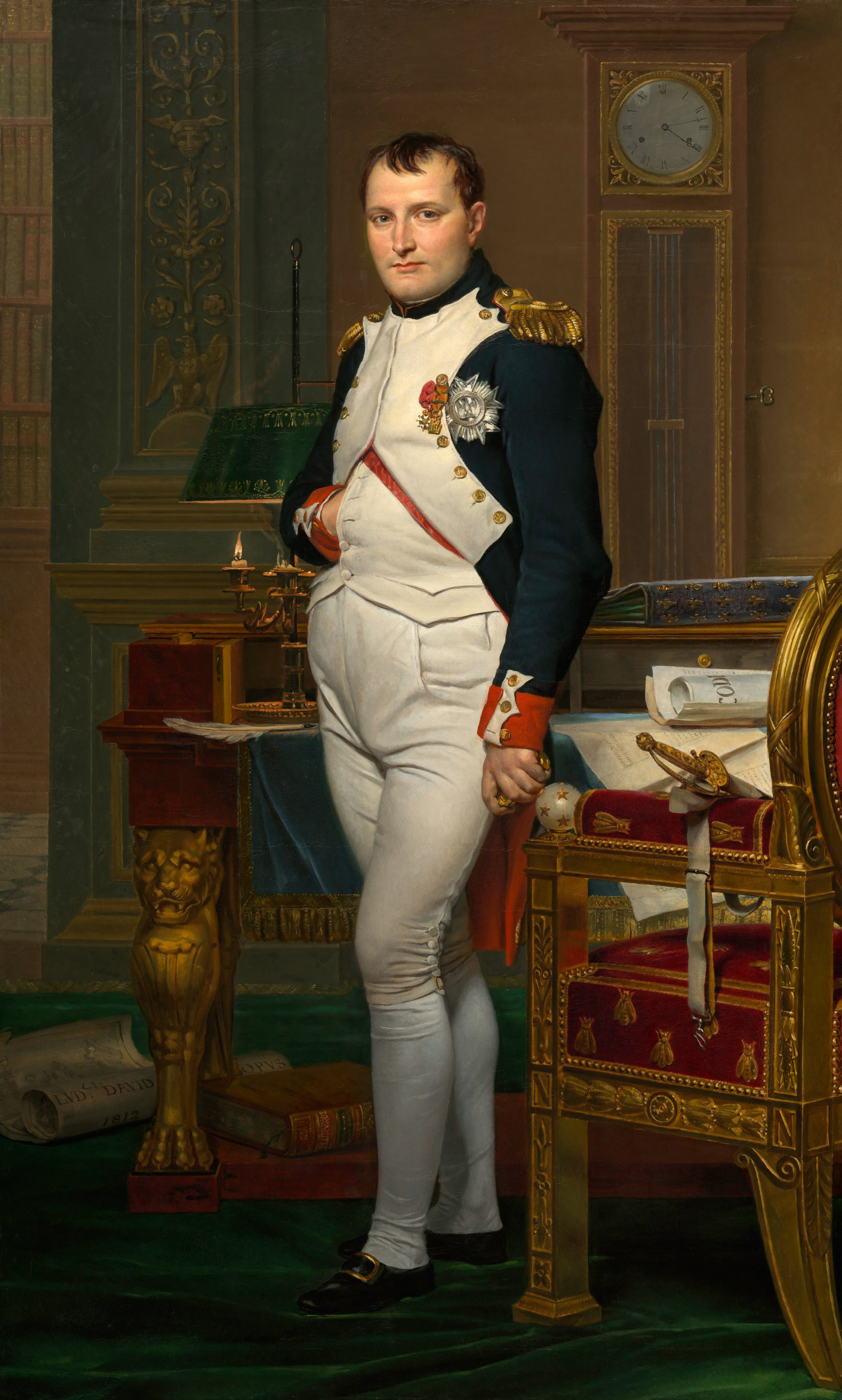
Napoléon in seinem Arbeitszimmer 1812

Die „Nation“ sei in der Französischen Revolution geboren worden und ein revolutionärer und freiheitlicher Begriff, „der das Menschheitliche einschließt und innerpolitisch Freiheit, außenpolitisch Europa meint. Alles Gewinnende des französischen politischen Geistes beruht auf dieser glücklichen Einheit, alles Verengende und Deprimierende des deutschen patriotischen Enthusiasmus beruht darauf, dass diese Einheit sich niemals bilden konnte.“
Der Begriff der Nation passe eigentlich nicht für Deutschland, die deutsche Freiheitsidee sei völkisch-antieuropäisch und dem Barbarischen in der Regel sehr nahe. Nicht von ungefähr habe Goethe, dem die Volkskultur nicht fremd war und der nicht nur klassizistische Werke wie die Iphigenie, sondern auch „kerndeutsche Dinge wie den Faust I“ und den Götz von Berlichingen geschaffen habe, zum Leidwesen der Patrioten kein negatives Verhältnis zu Napoléon gehabt. Das primitive völkische Element der Freiheitsbewegungen sei ihm zuwider gewesen. Die „dominierenden Begriffe, um die sich für ihn alles drehte, waren Kultur und Barbarei“.
Goethes Ablehnung des „politischen Protestantentums“, der „völkische[n] Rüpel-Demokratie“ hatte, so Thomas Mann, eine fatale Wirkung auf das deutsche Bürgertum, da es den lutherischen Dualismus von geistiger und politischer Freiheit vertiefte und der Bildungsbegriff daran gehindert wurde, das politische Element zu integrieren. Dies zeige sich in den vielen fehlgeschlagenen Revolutionen.

### Deutsche Politik
Politik sei als „Kunst des Möglichen“ eine schöpferische Kraft, die zwischen „Geist und Leben, Idee und Wirklichkeit, dem Wünschenswerten und den Notwendigen“ vermittele, auch „Hartes, Notwendiges, Amoralisches“ einschließe. Die politisch begabten Völker betreiben nach Thomas Mann Politik als eine Kunst des Lebens, die zwar ohne den „Einschlag von Lebensnützlich-Bösem und allzu Irdischem nicht abgeht, die aber das Höhere, die Idee, das Menschheitlich-Anständige und Sittliche nie ganz aus den Augen läßt“.
Demgegenüber erscheine den Deutschen ein „auf Kompromiss beruhendes Fertigwerden mit dem Leben […] als Heuchelei […]. Von Natur aus nicht böse, sondern fürs Geistige und Ideelle angelegt, hält er die Politik für nichts als Lüge, Mord, Betrug und Gewalt […] und betreibt sie, wenn er aus weltlichem Ehrgeiz sich ihr verschreibt, nach dieser Philosophie. Der Deutsche, als Politiker, glaubt sich so benehmen zu müssen, dass der Menschheit Hören und Sehen vergeht.“

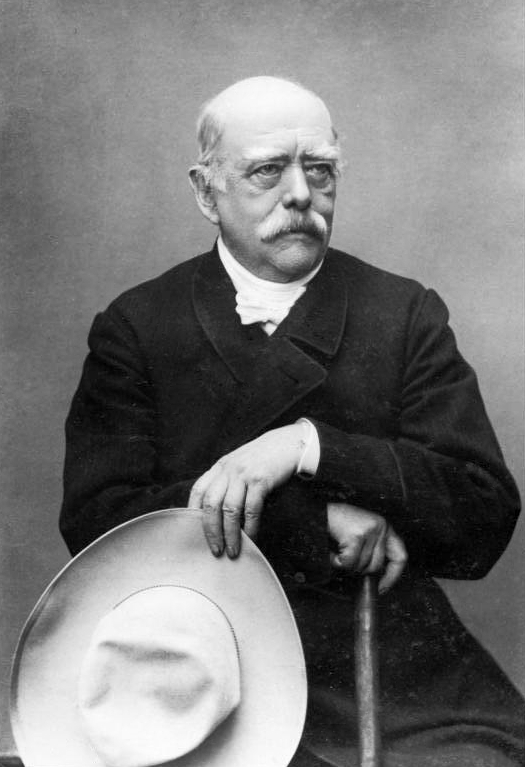
Otto von Bismarck, 1890

Die Verbrechen Deutschlands im Kriege seien auch psychologisch nicht zu entschuldigen, am allerwenigsten durch ihre Überflüssigkeit. Die Macht- und Eroberungspläne hätten der Verbrechen nicht bedurft. Sie geschahen aus „theoretischer Anlage, zu Ehren einer Ideologie, des Rassenphantasmas. Klänge es nicht so abscheulich, so möchte man sagen, sie hätten ihre Verbrechen aus weltfremdem Idealismus begangen.“
Der den Deutschen eigentümliche Kosmopolitismus sei durch „Verführung“ zu europäischem Hegemonialstreben entartet und habe sich dadurch in sein Gegenteil – Nationalismus und Imperialismus – gewandelt.

### Otto von Bismarck
In Bismarck, „dem einzigen politischen Genie, das Deutschland hervorgebracht hat“, verbinde sich die deutsche Romantik mit Machiavellismus und Realismus. Das deutsche Einheitsstreben zu einem Reich, von Bismarck in preußische Bahnen gelenkt, war nicht nur eine Einigungsbewegung. Schon die großdeutschen Diskussionen des Paulskirchenparlaments seien vom mittelalterlichen Imperialismus und Erinnerungen an das Heilige Römische Reich beeinflusst gewesen. Bismarcks Reich von 1871 hatte „im Tiefsten nichts mit Demokratie“ zu tun, sondern war ein Machtgebilde „mit dem Sinn der europäischen Hegemonie […] Das Kaisertum knüpfte an mittelalterliche Ruhmeserinnerungen“ an.

### Deutsche Innerlichkeit und Romantik

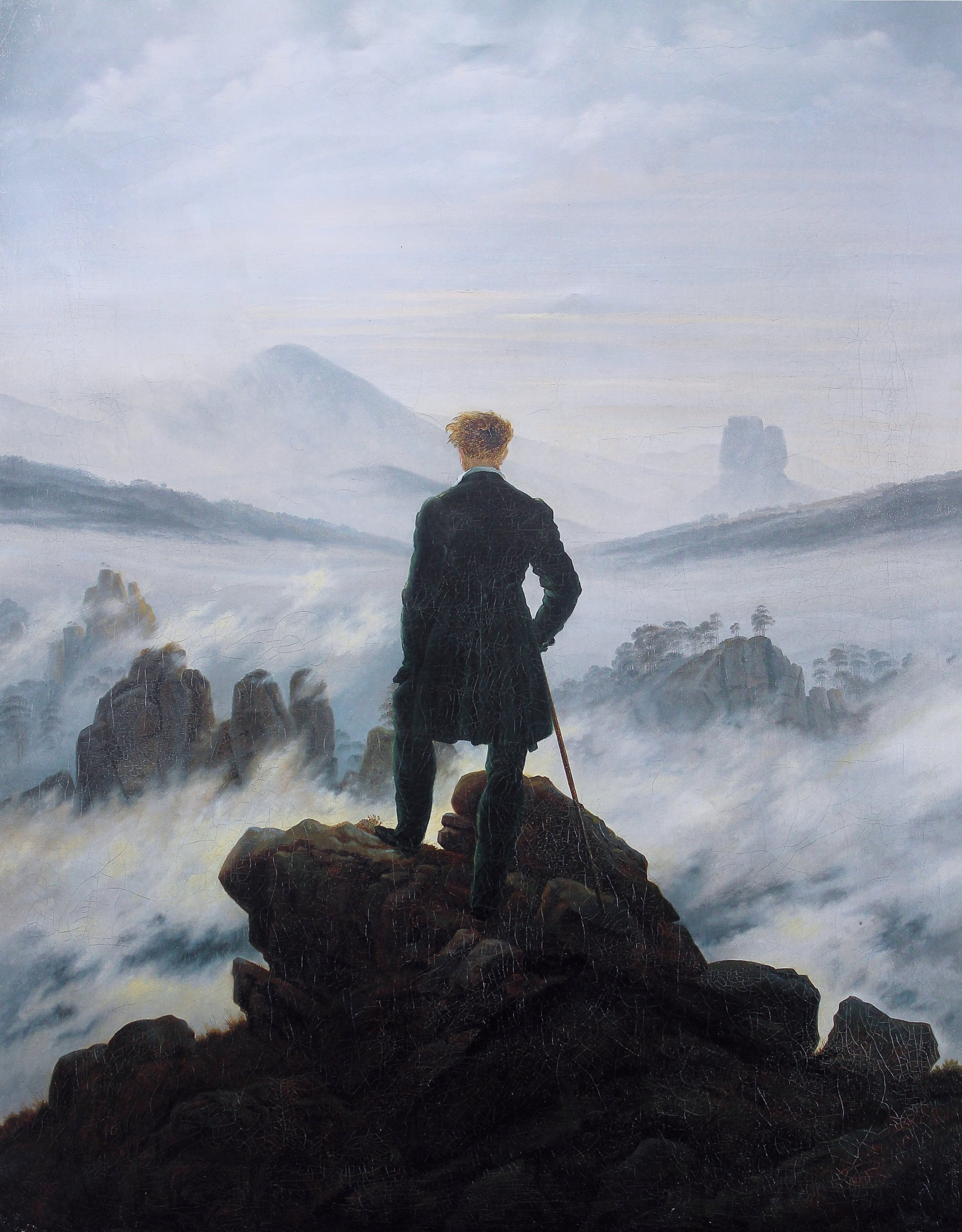
Der Wanderer über dem Nebelmeer von Caspar David Friedrich

Thomas Mann beschreibt die deutsche Innerlichkeit so: „Zartheit, der Tiefsinn des Herzens, unweltliche Versponnenheit, Naturfrömmigkeit … kurz alle Wesenszüge hoher Lyrik mischen sich darin.“ Dieser Innerlichkeit ist die „deutsche Metaphysik, die deutsche Musik … das Wunder des deutschen Liedes“ zu verdanken. Die Reformation sei eine Geschichtstat der deutschen Innerlichkeit. Bei dieser guten Befreiungstat habe aber „der Teufel seine Hand im Spiel“ gehabt, denn die Spaltung des Abendlandes, der Dreißigjährige Krieg waren die Folge. Der wenig „innerliche“ Erasmus von Rotterdam, als er das Lob der Torheit schrieb, habe die Folgen vorausgesehen. Der robuste Grobian Luther aber sei kein Pazifist gewesen, habe das tragische Schicksal bejaht und sich bereit erklärt, das Blut „auf seinen Hals zu nehmen“. Thomas Mann betrachtet die deutsche Romantik als Ausdruck der Innerlichkeit. Dem Sehnsüchtig-Träumerischen und dem künstlerischen Element stehe die dunkle Seite, die Altertümlichkeit der Seele gegenüber, die von irrationalen und dämonischen Kräften angesprochen werde. Die Deutschen „sind das Volk der romantischen Gegenrevolution gegen den philosophischen Intellektualismus und Rationalismus der Aufklärung – eines Aufstands der Musik gegen die Literatur, der Mystik gegen die Klarheit.“ Diese tiefe Kraft der Romantik sei keine schwächliche Schwärmerei und halte wenig von „Tugendhaftigkeit und idealistischer Weltbeschönigung.“
Von Goethes lakonischer Definition „das Klassische sei das Gesunde und das Romantische das Kranke“ ausgehend, formuliert Thomas Mann, dass trotz aller ätherischen und sublimen Erscheinungen der Romantik diese den Krankheitskeim in sich trage, „wie die Rose den Wurm“. Ihr innerstes Wesen sei auf Verführung aus, „und zwar Verführung zum Tode.“ Die Hingabe an das Irrationale und die Vergangenheit sei gerade in Deutschland, dem Heimatland der Romantik, besonders ausgeprägt. Deutschland habe als geeintes Machtland kulturell nichts geistig Großes mehr geschaffen, sondern sei nur noch stark gewesen. „Heruntergekommen auf ein klägliches Massenniveau, das Niveau eines Hitler, brach der deutsche Romantizismus aus in hysterische Barbarei, in einen Rausch und Krampf von Überheblichkeit und Verbrechen, der nun in der nationalen Katastrophe, einem physischen und psychischen Kollaps ohnegleichen, sein schauerliches Ende findet.“

### Deutscher Hang zur Selbstkritik
Die Geschichte der deutschen Innerlichkeit zeige, „daß es nicht zwei Deutschland gibt, ein böses und ein gutes, sondern nur eines, dem sein Bestes durch Teufelslist zum Bösen ausschlug. Das böse Deutschland, das ist das fehlgegangene gute.“ Aus diesem Grund könne ein deutsch geborener Geist das böse, „schuldbeladene Deutschland nicht ganz verleugnen und erklären: ‚Ich bin das gute, das edle, das gerechte Deutschland im weißen Kleide, das böse überlasse ich euch zur Ausrottung.‘“ Das Dargestellte sei nicht aus distanziertem Wissen gekommen, sondern am eigenen Leibe erfahren worden, weswegen es sich um „ein Stück deutscher Selbstkritik“ handele.
Diese Selbstkritik liege in deutscher Tradition. „Der Hang zur Selbstkritik, der oft bis zum Selbstekel, zur Selbstverfluchung ging, ist kerndeutsch.“ So bleibe es unbegreiflich, dass ein „zur Selbsterkenntnis angelegtes Volk zugleich den Gedanken der Weltherrschaft fassen konnte“. „Den Unerbittlichkeiten, die große Deutsche, Hölderlin, Goethe, Nietzsche über Deutschland gesagt haben, ist nichts an die Seite zu stellen, was je ein Franzose, ein Engländer, auch ein Amerikaner seinem Volk ins Gesicht gesagt hat.“

### Ausblick
Am Ende seiner Rede äußert Mann die Hoffnung, dass nach der Katastrophe Schritte in Richtung auf einen Weltzustand unternommen werden könnten, der sich vom nationalen Individualismus des 19. Jahrhunderts löse, dass der Sieg über den Nationalsozialismus den Weg freimache zu einer „sozialen Weltreform, die gerade Deutschlands innersten Anlagen und Bedürfnissen die größten Glücksmöglichkeiten bietet“, dass die Menschheit den Weltstaat ins Auge fassen könne.
Die Ideen des sozialen Humanismus seien dem deutschen Wesen nicht fremd. „In seiner Weltscheu war immer soviel Weltverlangen, auf dem Grunde der Einsamkeit, die es böse machte, ist, wer wüßte es nicht! der Wunsch, zu lieben, der Wunsch, geliebt zu sein. Zuletzt ist das deutsche Unglück nur das Paradigma der Tragik des Menschseins überhaupt. Der Gnade, deren Deutschland so dringend bedarf, bedürfen wir alle.“

## Entstehung

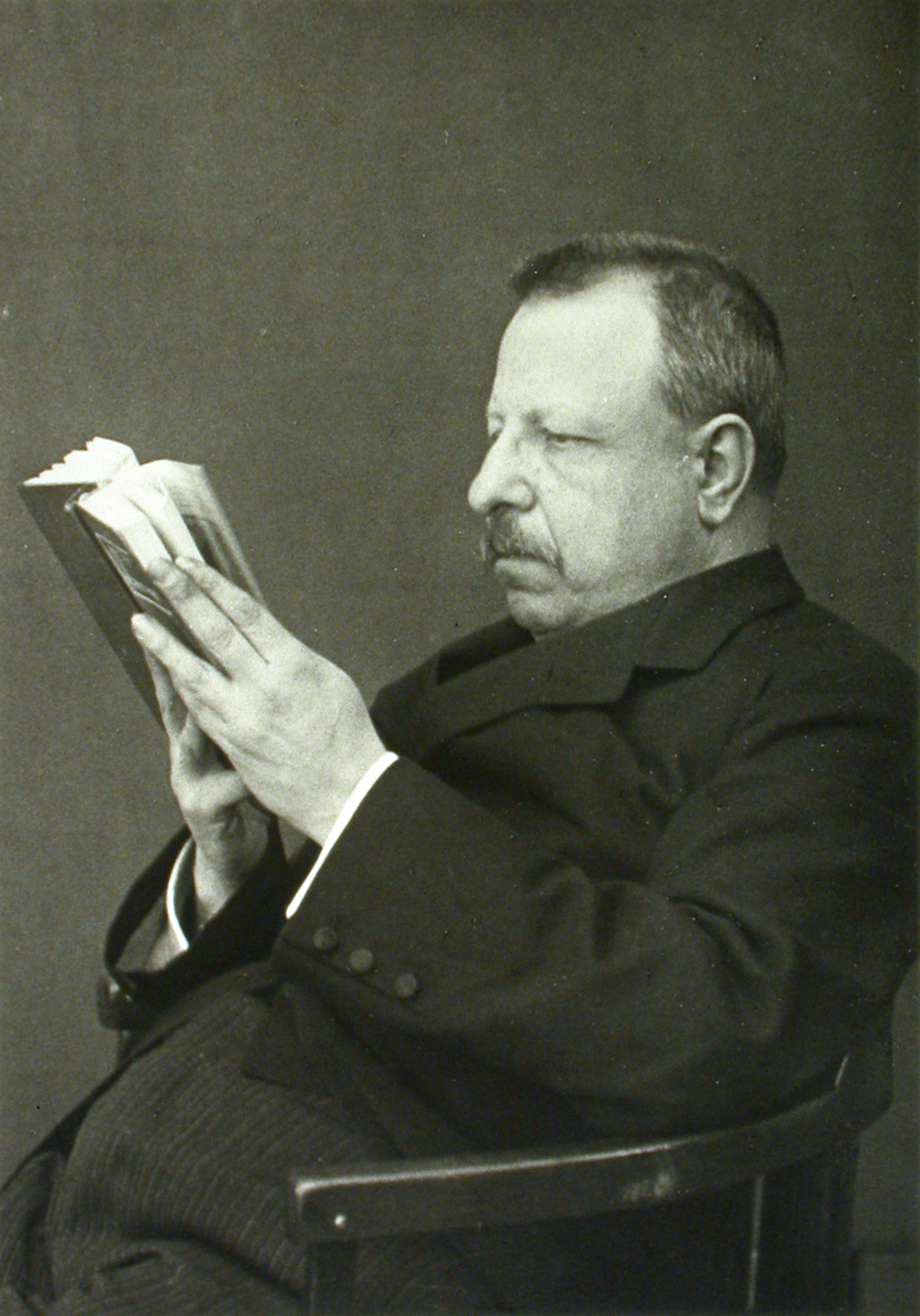
Benedetto Croce, Autor der Geschichte Europas im neunzehnten Jahrhundert

Im Herbst 1944 suchte Thomas Mann ein Thema für eine Vortragsreise, die ihn ab Januar 1945 durch einige Städte der Ostküste der Vereinigten Staaten führen sollte. Bereits Ende Oktober stand die Kernthematik des Vortrages fest, wie ein Brief an Agnes Meyer vom 31. Oktober 1944 zeigt. Ihm schwebe eine Rede vor, die eine kritische, „aber keineswegs rein negative und auch aus dem eigenen Wesen schöpfenden Darstellung des deutschen Charakters und Schicksals, der deutschen Geschichte […] der Besonderheit, Inhibiertheit und Schwierigkeit des deutschen Verhältnisses zur Welt“ behandeln werde. Er denke an eine Synthese der Betrachtungen eines Unpolitischen und dem 1938 gehaltenen Vortrag Vom zukünftigen Sieg der Demokratie.
Thomas Mann versuchte Ende Oktober erneut, sich der lästigen Aufgabe des Jahresvortrags in der Library of Congress zu entziehen und war bereit, dafür künftig auf sein Gehalt zu verzichten. Das Ansinnen aber wurde abgelehnt; stattdessen erhielt er einen Aufschub bis Ende Mai 1945, weil Archibald MacLeish die Rede mit der Feier seines 70. Geburtstages verbinden wollte.
In einem Brief an Jonas Lesser bezeichnete Thomas Mann das zu behandelnde Thema als „halsbrecherisch“. „Bei mir heißt es immer: ‚Wer schwere Dinge sucht, dem wird es schwer‘, wie da in dem Brief an die Ebreer gesagt ist.“
Am 8. November 1944 begann er mit der Lektüre der Geschichte Europas im neunzehnten Jahrhundert von Benedetto Croce, die der Autor ihm gewidmet hatte und die eine der Hauptquellen des Vortrags darstellt.
Tilman Riemenschneiders Beteiligung am Bauernaufstand entnahm Thomas Mann dem bereits Ende 1943 gelesenen Buch Tilman Riemenschneider im deutschen Bauernkrieg von Karl Heinrich Stein, der ihm ebenfalls ein Exemplar persönlich gewidmet hatte.
Aus gesundheitlichen Gründen gab Thomas Mann die für Januar 1945 geplante Vortragsreise zunächst auf und beschäftigte sich wieder mit dem Doktor Faustus, während er nebenbei an intensiven Studien für die Rede arbeitete. Nachdem er das zentrale XXV. Kapitel des Romans mit dem berühmten Teufelsgespräch beendet hatte, begann er am 27. Februar mit der Niederschrift der Rede und beendete sie am 18. März.
Am selben Tag vertraute er seinem Tagebuch an, er sei „so weit zufrieden mit ihm [dem Vortrag], daß ich ihn für den besten hierzulande angebotenen halte“.
Henry A. Wallace, Vizepräsident der Vereinigten Staaten, und Archibald MacLeish führten Thomas Mann vor seiner Rede ein. Da das Auditorium auf den großen Besucheransturm nicht vorbereitet war, wurden drei weitere Säle geöffnet, in denen tausende von Zuhörern die Rede über Lautsprecher verfolgen konnten. Neben Repräsentanten der Vereinigten Staaten befanden sich Katia Mann, ihr Schwiegersohn Giuseppe Antonio Borgese und Gottfried Bermann Fischer, Verleger und Freund Thomas Manns, unter den Gästen. Thomas Mann bewunderte später die Bereitwilligkeit, mit der seine Worte von den Zuhörern aufgenommen wurden.
Am Tag der Rede notierte er, wie „überaus glücklich“ der Vortrag nach einer schönen Einführung von MacLeish verlaufen sei.
Mit vielen Teilaspekten des Vortrages hatte Thomas Mann sich schon in den zwanziger Jahren beschäftigt. Der Luther-Erasmus-Komplex war für eine von drei religionsgeschichtlichen Novellen vorgesehen, von denen am Ende nur die Josephslegende vollendet wurde. Die Einschätzung der Zentralfigur Goethes, die den Antagonismus Luther-Erasmus in der „gesitteten Volkskraft“ versöhnend aufhebe, lässt sich bereits einer Tagebuchnotiz aus dem Jahr 1934 entnehmen. Einige Zitate entnahm Thomas Mann Stefan Zweigs Buch Triumph und Tragik des Erasmus von Rotterdam, das er allerdings kritisch-ablehnend bewertete.

## Hintergrund

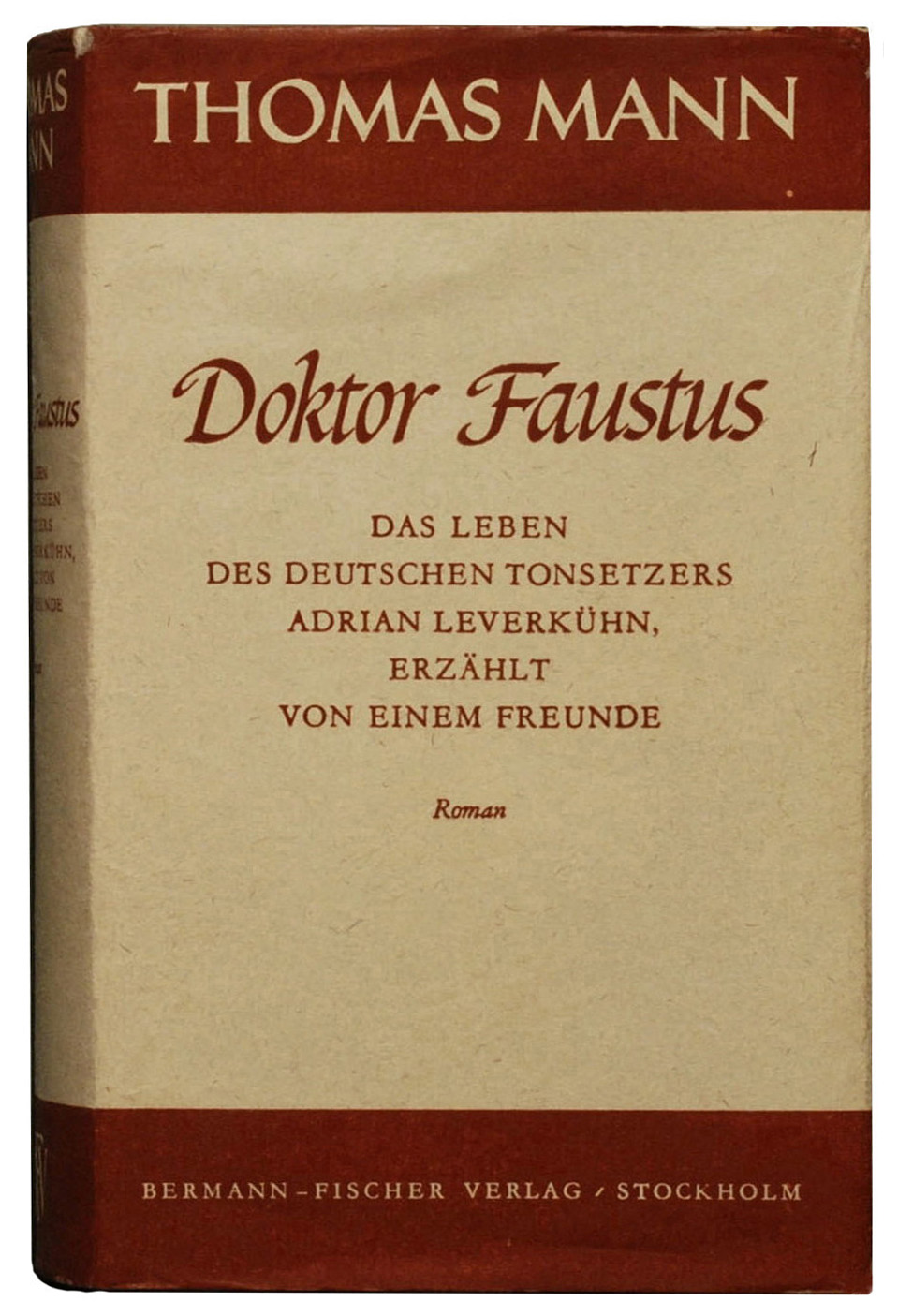
Der Roman

### Doktor Faustus
Mit dem Faustischen und seiner Beziehung zu Deutschland befasste sich Thomas Mann in seinem erzählerischen und essayistischen Werk; es ist das ausdrückliche Thema seines Zeitromans Doktor Faustus, der Abhandlung Die Entstehung des Doktor Faustus und dieser Rede.
Die enge Beziehung zum Doktor Faustus wird an etlichen Stellen der Rede durch Bezüge und Textübernahmen deutlich. Während im Roman die Zusammenhänge zwischen dem Schicksal der Figuren und der Katastrophe Deutschlands, der ästhetischen Irrationalität und der politischen des Nationalsozialismus eher angedeutet und suggeriert werden, treten sie in der Rede offen zutage.
Der auf tragische Weise genial veranlagte Komponist Adrian Leverkühn lässt sich auf einen Pakt mit dem Teufel ein, um das von ihm empfundene künstlerische Versagen zu überwinden. Sein Scheitern ist weniger ein persönliches, vorwerfbares, sondern eines, das der objektiven musikgeschichtlichen Entwicklung geschuldet ist und in eine Epoche (der Moderne) fällt, in der das musikalische Material verbraucht ist und „alle Mittel und Konvenienzen der Kunst heute nur noch zur Parodie taugen“.
Verschränkt der Roman den Lebensweg Adrians mit der zweiten Zeitebene des Erzählers Serenus Zeitblom (im nationalsozialistischen Deutschland bis zum Zweiten Weltkrieg) und verknüpft dies symbolisch mit dem Schicksal Deutschlands, zeigt der Essay die Teufelssymbolik in aller Deutlichkeit: „Ist es nicht ganz der rechte Augenblick, Deutschland in diesem Bilde zu sehen, heute, wo Deutschland buchstäblich der Teufel holt?“
Während der Faust Goethes ein Philosoph, Arzt und Theologe ist, erscheint er in Thomas Manns Roman als Musiker und Komponist (allerdings ohne explizite Erwähnung der Beziehung zu Goethes Faust). Das damit vorgestellte Thema der Musik ermöglichte Thomas Mann, die „deutsche Versuchung“ für Rausch und Irrationalität, Vergiftung und Krankheit am Beispiel Adrian Leverkühns zu schildern. Die zweideutige Genialität des Komponisten kann in einem Satz der Nietzsche-Rede charakterisiert werden: „Der Deutsche ist genial aus Sympathie mit dem Krankhaften.“
Thomas Mann grenzte sich in dieser Rede ausdrücklich von Goethe ab, dem olympischen Genius, mit dessen Werk und Persönlichkeit er sich nicht nur in seinem Roman Lotte in Weimar, sondern in etlichen Essays befasst hatte. Es sei indes ein Fehler Goethes gewesen, Faust als Philosophen zu schildern. Als deutscher Schicksalsverkörperung gehe es Faust nicht um Erkennen durch den Irrweg hindurch oder um Bewährung und Erlösung, sondern um Innerlichkeit, Dämonie und Todesverfallenheit. Faust verkörpert die Tiefe der deutschen Seele, die in ihrer Musikalität liege. Diese deutsche Tiefe aber sei verhängnisvoll, denn während Goethes Faust erlöst wird, gehe der Faustus Thomas Manns zugrunde.
Die bis ans Lebensende reichende Beschäftigung Thomas Manns mit der überragenden Gestalt Goethes kam in weiteren Vorträgen und Essays zum Ausdruck, so in Goethe und Tolstoi von 1921, in Goethe als Repräsentant des bürgerlichen Zeitalters, der Rede, die er im Goethe-Jahr, am 18. März 1932, in der Preußischen Akademie der Künste in Berlin hielt, in Goethe und die Demokratie und in Goethe, das Deutsche Wunder (Die drei Gewaltigen) von 1949. In diesem auch als Rundfunkvortrag gehaltenen Essay ging er erneut auf zwei weitere Figuren ein, die in Deutschland und die Deutschen eine Rolle spielen und die er ähnlich schildert: Martin Luther und Otto von Bismarck.

### Thomas Mann und die Politik
Thomas Manns Verhältnis zur Politik war ambivalent und nicht unproblematisch. Nur widerstrebend hatte er sich als bekanntester Vertreter der deutschen Exilliteratur in die politische Arena begeben.
Als unpolitischer und freier Literat, als Schriftsteller des Zeitlos-Überindividuellen, der bemüht war, sein Künstlertum in den Mittelpunkt seiner Existenz zu stellen, interessierte ihn der tagesaktuelle, im engeren Sinne politische Bereich zunächst nur marginal. Mit seinem feinnervigen, empfindlichen Wesen, das schon den leisesten Anflug von Kritik als persönlichen Angriff empfand und körperlich darunter litt, schien er für eine politische Rolle zudem ungeeignet.
Auf der anderen Seite war es für ihn schwer möglich, sich den Entwicklungen der Zeit zu entziehen. So finden sich nur wenige Phasen gänzlicher politischer Abstinenz. Die einschneidenden geschichtlichen Ereignisse seines Lebens – der Erste Weltkrieg und die Weimarer Republik, der Nationalsozialismus, der Zweite Weltkrieg und der beginnende Kalte Krieg – holten ihn immer wieder ein und zwangen einem Autor seines Ranges die Beschäftigung mit der Politik auf.
Sein Bekenntnis zur Weimarer Demokratie und seine Warnung vor dem aufkommenden Nationalsozialismus zeigen ihn ebenso wie die spätere Auseinandersetzung mit dem Antikommunismus und der Adenauer-Republik als einen Schriftsteller, der zwischen der Sphäre reinen Künstlertums und der Verpflichtung zur politischen Stellungnahme schwankte.

#### Von denBetrachtungenzur Weimarer Demokratie
Schon die konservativen Betrachtungen eines Unpolitischen mit ihrem Echo von einer Seite, die ihm zunehmend fragwürdig erschien, lassen die politische Sphäre erkennen, die er fortan in seinem erzählerischen und essayistischen Werk verarbeiten und in Briefen und Tagebüchern reflektieren sollte. Im Vergleich zu anderen Autoren seiner Generation bekannte sich Thomas Mann erst relativ spät zur Republik und Demokratie, trat dann aber als ihr öffentlicher Fürsprecher auf und kritisierte Tendenzen, die sich der republikanisch-demokratischen Ordnung entgegenstellten.
Anders als sein Bruder Heinrich, der sich in der Zeit der Weimarer Republik immer wieder mit politischen Tagesfragen beschäftigte und später von Kurt Hiller als Kandidat für die Reichspräsidentenwahl 1932 vorgeschlagen wurde, beschränkte sich Thomas Mann überwiegend auf die literarische Arbeit. So schrieb er intensiv am Zauberberg und der Joseph-Tetralogie und kam nur gelegentlich repräsentativen Pflichten nach, die sich etwa aus der Gründung der Sektion für Dichtkunst in der Preußischen Akademie der Künste oder der Verleihung des Literaturnobelpreises 1929 ergaben.
Seine Vorträge Von deutscher Republik, Deutschland und die Demokratie und Kultur und Sozialismus können als Ausnahmen betrachtet werden.
Die Republik-Rede, die er am 13. Oktober 1922 zum 60. Geburtstag Gerhart Hauptmanns hielt, ist ein charakteristisches Dokument auf dem Weg der Distanzierung von der politischen Gedankenwelt der Betrachtungen, auch wenn der Autor selbst zunächst keinen Bruch empfand. Noch immer sah er sich als einen Konservativen, der sich im Namen der Humanität gegen die Revolution gewandt hatte; aus dieser Motivlage werfe er sich nun reaktionären Strömungen entgegen. Der Obskurantismus sei eine Gefahr für die Menschheit, die des Relativismus müde sei und nach dem Absoluten strebe.
Hatte er sich zuvor noch gegen die Republik gewandt, empfahl er sie nun seinen Zuhörern. Sie und die Demokratie seien „innere Tatsachen…und sie zu leugnen heißt lügen.“ Die Republik sei ein Schicksal, dem gegenüber Amor fati (grundsätzliche Lebensbejahung) die richtige Einstellung sei.
Thomas Mann wählte keinen naturrechtlich-individualistischen Ansatz, um die neuen Werte zu verkünden, sondern suchte sie aus spezifisch deutschen Wurzeln und Traditionen herzuleiten. So verwies er auf Novalis als eines Eideshelfers, in dessen politischen Aphorismen er genuin deutsche Verbindungen zwischen nationellen und universellen Werten sah, die dem republikanischen Gedanken eigen seien. Um die wesentlich deutschen Positionen des romantischen Dichters mit westlich-politischen Vorstellungen zu verknüpfen, griff er auf die politische Lyrik Walt Whitmans zurück.
Mit der Rede, die mit dem emphatischen Aufruf „Es lebe die Republik!“ ausklang, war der Weg des Verteidigers der Weimarer Staatsidee beschritten.
Der politischen Rechten galt er nach diesem Bekenntnis nun tendenziell als Überläufer und Verräter.

#### Thomas Mann und der Nationalsozialismus
Früher als viele andere Zeitgenossen – und noch im Banne der Gedankenwelt der Konservativen Revolution – hatte Thomas Mann die politische Gefahr des Nationalsozialismus erkannt und in einigen Schriften angesprochen. Seine Analyse war dabei umfassend und komplex und ging auch auf die Ursachen dieser Bewegung ein.
In seinem Essay Goethe und Tolstoi, der sich noch im Umfeld der Betrachtungen bewegte, beschrieb er das Wesen der aufkommenden Bewegung als „völkisches Heidentum“ und „romantische Barbarei.“ Sie sei romantisch, weil sie die verlorene Irrationalität suche und barbarisch, weil sie den Entwicklungsstand des Geistes hintergehe und gewalttätig auf die Wiederkehr des Mythos hinauslaufe. Der „Hakenkreuz-Unfug“, wie er in seinem Essay Zur jüdischen Frage ausführte, sei ein Moment der kulturellen Reaktion.
In Deutschland und die Demokratie ging er auf die traumatische Niederlage des Ersten Weltkriegs ebenso ein wie auf die Dolchstoßlegende und die Kriegsschuldthese des Versailler Vertrages, Elemente, die mitverantwortlich seien für die Welle des politischen Irrationalismus, die über Deutschland hereinbreche und in steigendem Maße das politische Bewusstsein vieler Deutscher benebele. Nach anfänglichem Lob für Oswald Spengler wandte er sich später gegen ihn, kritisierte die Tendenz seines Untergang des Abendlandes und bezeichnete ihn als „klugen Affen“ Nietzsches.
So kann als Ausgang von Manns (ästhetischer) „Faschismustheorie“ die Künstlerproblematik betrachtet werden, wie sie Nietzsche – etwa in seinem Fall Wagner – analysiert hat. Der Einfluss von Nietzsches Dekadenzanalyse wird in etlichen politischen Schriften Manns deutlich, so in seinem verstörend-prägnanten Essay Bruder Hitler, in dem der „abgewiesene Viertelskünstler“ als „Schlechtweggekommener“ gezeichnet wird, dessen wagnerische Erscheinung verhunzte Märchenzüge in sich trage und dazu nötige, dem „katastrophalen Burschen“ eine gewisse, angewiderte Bewunderung entgegenzubringen. Wie der von Nietzsche ins Visier genommene Wagner erscheint der Décadent Hitler als ein Scharlatan und kalter Schauspieler, der, ohne selbst zu glauben, als Massenpsychologe die Effekte einsetzt, die das Volk zum Glauben an ihn bewegen.
Die „Machtergreifung“ der Nationalsozialisten alarmierte Thomas Mann im Gegensatz zu anderen Schriftstellern zunächst nicht derart, dass er an eine sofortige Emigration gedacht hätte. Noch am 10. Februar 1933 hielt er im Auditorium maximum der Universität München seinen großen Vortrag Leiden und Größe Richard Wagners, mit dem er anschließend auf eine längere Vortragsreise ins europäische Ausland ging. So war er nicht in Deutschland, als der Reichstag brannte und die letzten freien Wahlen schon unter dem Terror der Nationalsozialisten stattfanden – Ereignisse, von denen er in der Auslandspresse erfuhr. Der gegen ihn während seiner Reise gezielte Protest der Richard-Wagner-Stadt München in den Münchner Neuesten Nachrichten, der unter anderem von Richard Strauss und Hans Pfitzner unterzeichnet war, konfrontierte ihn mit der Realität des Landes und machte zudem die nationalsozialistischen Behörden auf ihn aufmerksam. So wurden Ende April ein Teil seines Vermögens beschlagnahmt und seine Konten gesperrt, etwas später ein Schutzhaftbefehl erlassen. Unter diesem Eindruck kehrte er nicht nach Deutschland zurück, sondern blieb zunächst in der Schweiz.
Erst spät, unter dem Eindruck der neuen Erfahrungen und dem Einfluss seiner Tochter Erika, rang sich Thomas Mann zu einer entschiedenen Position durch und verurteilte das Regime in unterschiedlichen Schriften.
So machte er in einem Brief an den Literaturredakteur der Neuen Zürcher Zeitung, Eduard Korrodi, deutlich, dass aus der nationalsozialistischen Herrschaft für Deutschland und die Welt nichts Gutes kommen könne. Diese Überzeugung habe ihn das Land meiden lassen, in das er kulturell tiefer verwurzelt sei als diejenigen, die ihm sein Deutschtum absprechen wollten.
1936 wurde ihm seine  deutsche Staatsbürgerschaft entzogen, und er wanderte aus in die USA.

#### Thomas Mann in den Vereinigten Staaten

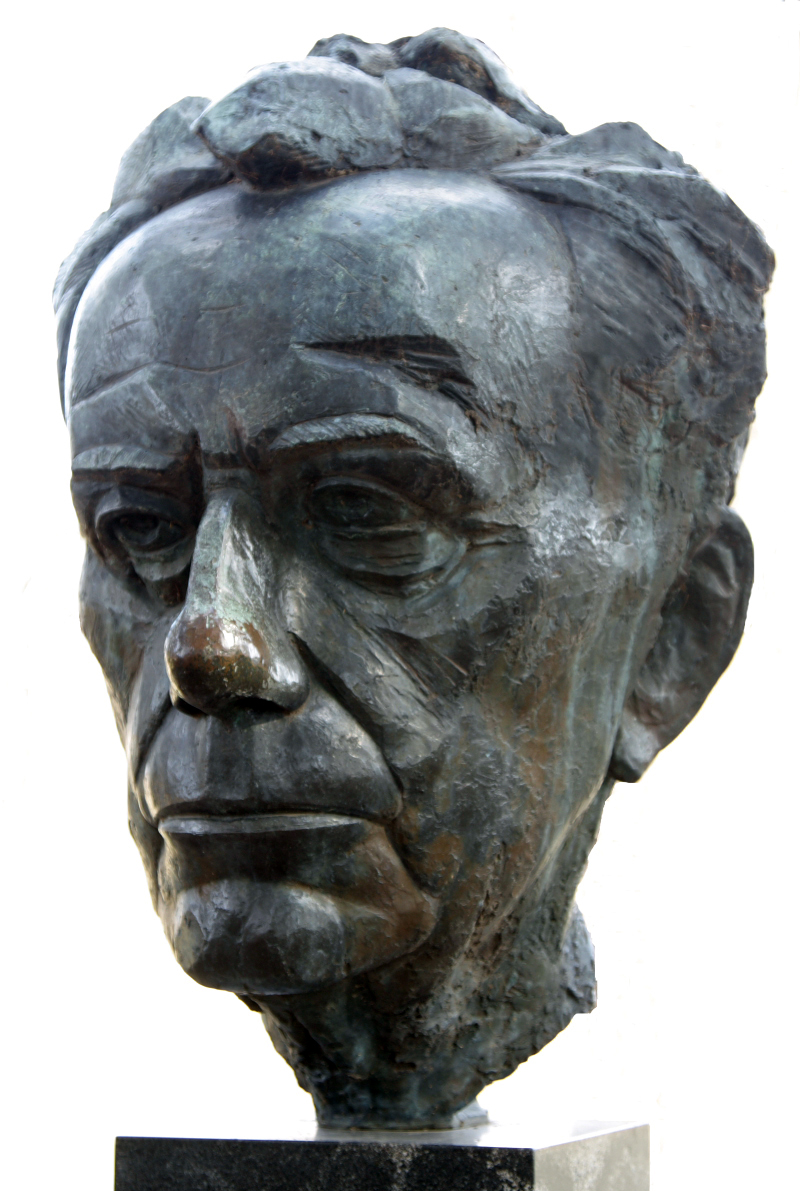
Paul Tillich wollte Thomas Mann für ein Komitee gewinnen

Thomas Mann, der eine gut dotierte Position bei der Library of Congress hatte, konnte sich den jährlichen Vortragsverpflichtungen nicht entziehen. Seine politischen Stellungnahmen wurden unter den Emigranten und in der US-amerikanischen Öffentlichkeit teilweise kontrovers diskutiert.
Der Vortrag Schicksal und Aufgabe von 1943 etwa war auf überwiegende Ablehnung gestoßen. Agnes Meyer war verstört, ja empört über einige Passagen, die aus ihrer Sicht ein eigenartiges Verständnis von Demokratie und Kommunismus erkennen ließen. Die Zuhörer erwarteten keine Hinweise über das Wesen und den Charakter des Kommunismus, sondern über die Frage „wie Deutschland in die menschliche Gesellschaft zurückkehren könne“.
Innerlich widerstrebend hatte Thomas Mann auf eine Bitte Paul Tillichs am 4. November 1943 mit anderen Emigranten über die Gründung eines Komitees für ein demokratisches Deutschland diskutiert. Aus mehreren Gründen stand Thomas Mann der Idee skeptisch gegenüber. So wollte er US-amerikanischer Staatsbürger werden und erkundigte sich bei Adolf Berl, wie die US-amerikanische Regierung das Projekt einschätzte. Dieser riet ihm, kontroverse Debatten zu vermeiden. Mit Erleichterung über den „glücklich negativen Ausgang“ – so seine Tagebuchnotiz – teilte er Tillich einen Tag später seine Ablehnung mit. Unter den Emigranten sorgte dies für große Enttäuschung. Wie Thomas Mann Agnes Meyer in einem Brief mitteilte, beschimpfte ihn Paul Tillich, er habe mit seiner Entscheidung „Deutschland das Todesurteil gesprochen“.
Thomas Mann beschreibt den Faschismus als die letzte, technisierte Phase des Romantismus. Der Nationalsozialismus, den er mit theologischen Begriffen als das absolut Böse, das schlechthin Widersinnige verurteilte, wurde von ihm ab 1936, dem Jahr seiner offiziellen Ausbürgerung, mit publizistischen Mitteln bekämpft.
In den monatlichen Radiosendungen Deutsche Hörer! wandte er sich von 1940 bis 1945 stilistisch brillant und leidenschaftlich an das deutsche Publikum, um es zu warnen vor den verworfenen Mächten, denen es ausgeliefert sei. Es war „die Stimme eines Deutschlands, das der Welt ein anderes Gesicht zeigte und wieder zeigen wird, als die scheußliche Medusenmaske, die der Hitlerismus ihm aufgeprägt hat.“

## Rezeption

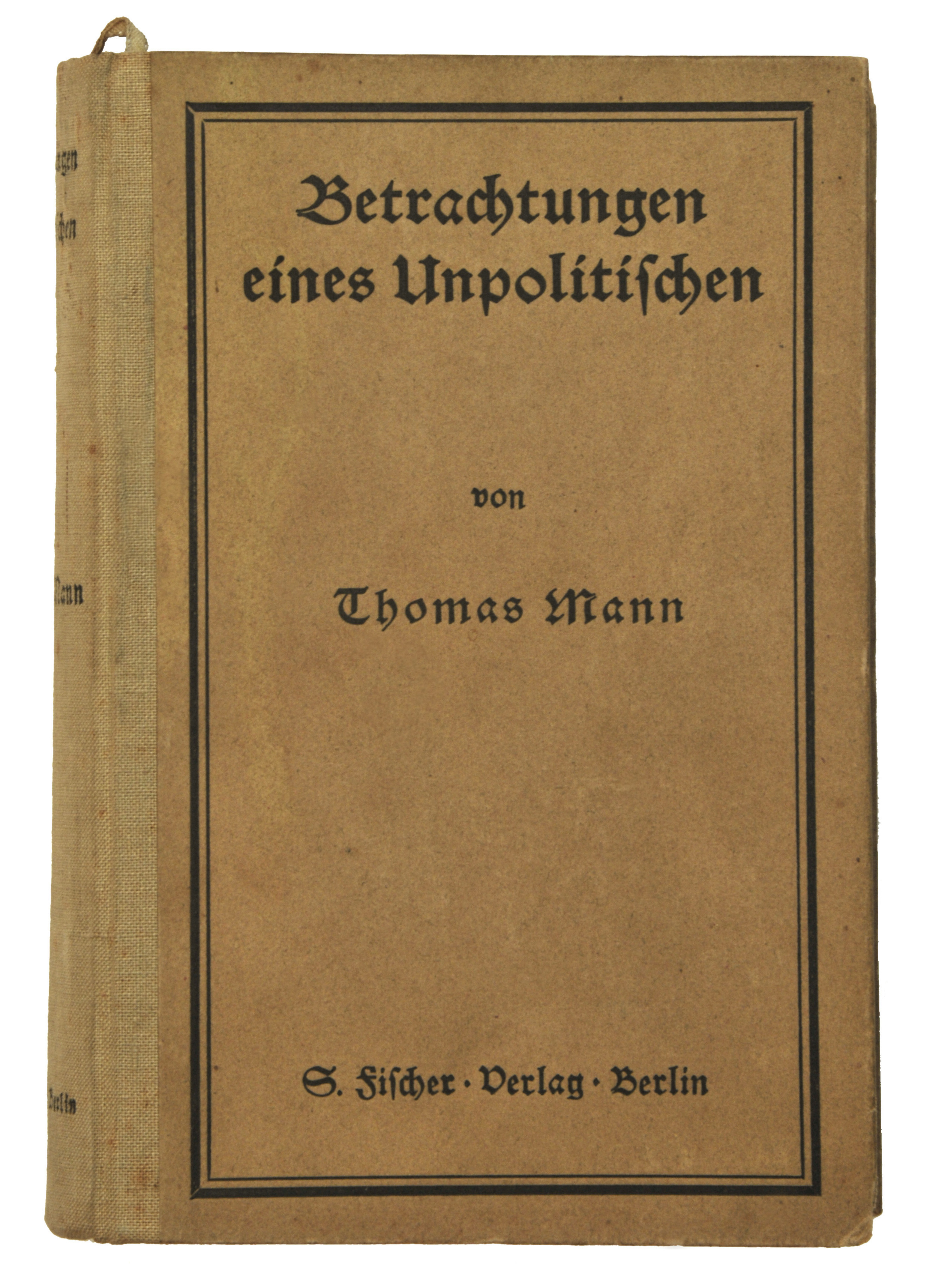
Betrachtungen eines Unpolitischen

1959 bezeichnete der Germanist Erich Heller die Betrachtungen als „Quellenreservoir für Thomas Manns schöpferisches Leben“ und wies darauf hin, dass ganze Passagen – nun mit umgekehrter Wertung – in den Vortrag eingeflossen seien. Die ursprünglich gepriesene deutsche Innerlichkeit und der Hang zu Mystik und Musik würden nun für den Nationalsozialismus verantwortlich gemacht.
Walter Jens schätzt Thomas Mann trotz aller Weltbürgerlichkeit als einen der wenigen großen Autoren ein, für die das Thema „Deutschland und die Deutschen“ ein wirkliches Problem gewesen sei. Die wenigen anderen Intellektuellen könne man paradoxerweise, in wörtlichem oder übertragenem Sinne, ebenfalls als Emigranten ansehen: Karl Marx, Heinrich Heine und Friedrich Nietzsche. Nach Jens wurden die treffendsten Aussagen über Deutschland und seine Ideologie, sein Wesen und seine Misere im Ausland formuliert. Von einer ökonomisch und sozial entwickelten Position sei es möglich gewesen, die „eigentümliche Dialektik zwischen politischer Ohnmacht und verwegene(r) Konzeption im Reich des Geistes“ zu erkennen, in denen sich die bürgerliche Kultur in Deutschland habe entfalten können. Diese Kultur habe in Thomas Mann ihren Abschluss und Höhepunkt gefunden.
Gottfried Bermann Fischer bewertete es 1975 als „gewaltige Ehrung“ für Thomas Mann wie für die „große, von dem Begriff Deutschland repräsentierte Kulturidee“, kurze Zeit nach der Befreiung „von dem Incubus Hitler“ an prominenter Stelle der Library of Congress als Vertreter der USA und des befreiten Deutschland sprechen zu dürfen. Dieser Umstand sei bisher in Deutschland nicht hinreichend gewürdigt worden. Die Rede sei eine geistesgeschichtliche, von Verantwortungsgefühl getragene Analyse eines unabhängigen Schriftstellers. Es gehöre viel Mut dazu, in diesem „historischen Augenblick, in einer Atmosphäre des Hasses und der Ablehnung alles Deutschen, ein Wort für Deutschland einzulegen und um Verständnis für die Irrwege des so furchtbar geschlagenen Landes zu bitten.“
Für Klaus Harpprecht gehört die Rede zu den seltenen „großen Zeugnissen deutscher Rhetorik.“ Sie biete eine „kraftvoll-geistreiche Deutung“ deutscher Geschichte, „voll brillanter und oft genialer Wortprägungen“. Während sie zwar kühne Durchblicke eröffne, verzichte sie nicht auf gefährliche Verkürzungen und bewege sich mit ihren Vereinfachungen „manchmal am Rand des Demagogischen“. Der Jubel über die ausgesprochenen Wahrheiten und der Zorn über die Simplifizierungen seien vor der „Macht des Bekenntnisses“ am Ende der Rede zurückgetreten. Thomas Mann habe in Kauf genommen, dass mit der Dämonisierung des Deutschen eine Erhöhung verbunden sei, eine „negative Glorifizierung“, die in ihrem Kern ebenso romantisch sei wie die Betrachtungen eines Unpolitischen.
Nach der ähnlich klingenden Einschätzung Manfred Görtemakers kann die Rede die Entwicklung des Nationalsozialismus aus der deutschen Geschichte nicht erklären. Während Thomas Mann in seinen weniger ambitionierten Beiträgen imstande gewesen sei, gegen den Nationalsozialismus eindeutig Position zu beziehen und seine Verbrechen zu benennen, kehre er in der Festrede zum Geist der Betrachtungen eines Unpolitischen zurück, indem er Schuld und Verantwortung in den Bereich religiös verbrämter Unverbindlichkeit schiebe. Dass viele Teile dem konservativen Frühwerk entnommen wurden – wie schon Erich Heller und Joachim Fest gezeigt hatten –, sei deswegen kein Zufall. Thomas Mann habe bloß die Vorzeichen und die Zusammenhänge verändert. Das „deutsche Unglück“ werde am Ende universalistisch umgedeutet und mit dem religiösen Bedürfnis der Selbstkritik verbunden.

## Einzelausgaben
- Deutschland und die Deutschen. Bermann-Fischer (Ausblicke), Stockholm 1947.
- Rede über Deutschland und die Deutschen. Suhrkamp, Berlin 1947.
- Deutschland und die Deutschen 1945. Mit einem Essay von Hans Mayer: Abermals „Deutschland und die Deutschen“, 1991. (S. 41–66) Europäische Verlagsanstalt (EVA-Reden 1), Hamburg 1992, ISBN 3-434-50101-0.
  - Diese Ausgabe: Audio für Blindenbüchereien als DAISY-Hörbuch, an den Standorten Hamburg, Leipzig, München sowie bei Deutsche Blinden-Bibliothek (bundesweiter, kostenloser Versand an Sehbehinderte).